# Call It What You Want (canção de Taylor Swift)
"Call It What You Want" é uma canção gravada pela cantora e compositora norte-americana Taylor Swift para o seu sexto álbum de estúdio Reputation (2017). A faixa foi lançada em 3 de novembro de 2017, como single promocional do álbum. Swift co-escreveu e co-produziu a canção com Jack Antonoff.

## Antecedentes e lançamento
Depois que Swift realizou várias festas de audição durante outubro de 2017, onde ela tocou seu sexto álbum de estúdio Reputation para 500 fãs de todo o mundo, e depois de lançar "Gorgeous" como o primeiro single promocional do Álbum, em 2 de novembro de 2017, Swift anunciou lançaria "Call It What You Want" como o segundo single promocional da Reputation ao postar teasers em suas contas oficiais no Twitter e no Instagram. A faixa foi lançada à meia-noite de 3 de novembro de 2017.

## Composição
Jack Antonoff, co-produtor e co-compositor da canção, revelou em seu twitter que "Call It What You Want" foi "feito com um MPC, kickback ao vivo, cordas dx7 e amostras da voz de Taylor como introdução, e durante toda a canção. Adoro transformar a voz dela em um instrumento." Ele também comentou estar "honrado de 'Call It What You Want' ter sido lançada no mundo. Essa canção significa muito para mim", e recomendou os fãs a "ouvirem-na com fones de ouvido, à noite, numa caminhada".

## Recepção crítica
Frank Guan do site Vulture afirmou que a canção "oferece delicadeza e leveza, sua produção exagerada e arejada evoca, ou tenta evocar, a sensação de um romance radiante e protetor, frente a um devastador fiasco social; os ouvintes imediatamente verão esse fiasco como sendo aquele que a cantora sofreu no ano passado nas mãos de Kim Kardashian e Kanye West". Em uma crítica positiva, o site The Record Changer afirmou que, até agora, a canção é "certamente a adição mais digna" de Reputation, e chamou-a de "o símbolo do lugar de Taylor na música pop".

## Desempenho nas tabelas musicais

### Posições
| Tabela musical (2017)                 | Melhor posição |
| ------------------------------------- | -------------- |
| Austrália (ARIA Charts)               | 16             |
| Irlanda (IRMA)                        | 44             |
| Nova Zelândia (Recorded Music NZ)     | 34             |
| Reino Unido (Official Charts Company) | 29             |

### Certificações
| País (Empresa)        | Certificação |
| --------------------- | ------------ |
| Estados Unidos (RIAA) | Ouro         |